# Espíntar d'Heraclea
Espíntar (en grec antic: Σπίνθαρος, llatí: Spintharus) fou un poeta tràgic grec nadiu d'Heraclea que va viure cap al final del segle v aC.
Era contemporani d'Aristòfanes, qui el desqualifica per bàrbar i per frigi. També el van ridiculitzar altres poetes còmics. Només es coneixen dos títols de les seves obres, assenyalats per la Suïda: Περικαίομενος Ἡρακλῆς (Perikaíomenos Herakles, 'Hèracles socarrat'), i Σεμέλη κεραυνομένη (Semele keraunomene, 'Sèmele ferida pel llamp').
Segurament va ser el mateix Espíntar que va tractar de fer passar la comèdia Παρθενοπαῖος (Parthenopaios, 'Partenopeu') com una obra de Sòfocles, i així ho considerava Heraclides, que la va considerar autèntica, però els gramàtics alexandrins no ho van reconèixer mai. Fabricius l'inclou a la Bibliotheca Graeca.